# オジョルスク
座標: 北緯55度46分 東経60度42分 / 北緯55.767度 東経60.700度

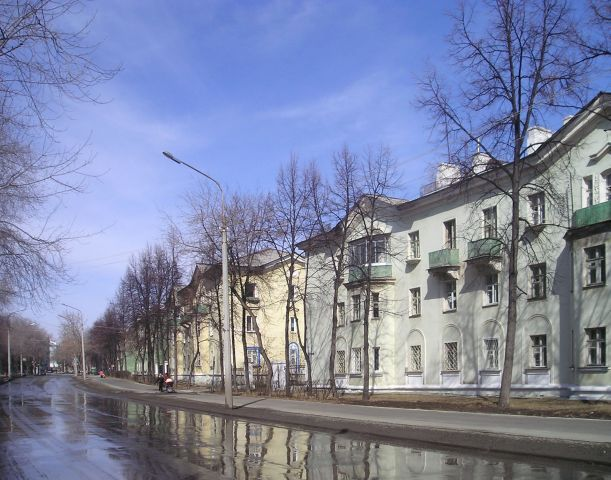
オジョルスク市街地

オジョルスク または オゼルスク (ロシア語: Озёрск) は 、ロシアのチェリャビンスク州の都市。人口は7万6896人（2021年）。閉鎖都市であり、イルタヤ湖畔に1945年に造られた。1994年までは チェリャビンスク-65、さらに以前には チェリャビンスク-40 と呼ばれた。1994年に現在の名称となり、都市としての存在が正式に明かされた。

## 経済
オジョルスクはマヤーク原子力プラントに隣接しているため、依然として閉鎖都市である。マヤークは冷戦時代にはソ連のプルトニウム供給拠点の1つとして稼働し、現在はロシアの退役した核兵器のリサイクル処理も行っている。
またマヤークでは、およそ 90 km² の敷地内で 15,000 人が働いている。
マヤークの主な業務は、原子力潜水艦、原子力砕氷船、及び原子力発電所から出される使用済み核燃料の処理である。商業的には、コバルト60、イリジウム192、炭素14の生産、及び廃棄物を利用した放射線技術を確立する事である。
オジョルスク市の紋章には炎の色をしたサンショウウオが描かれており、これは1957年の事故以降の環境状況を表している。
南ウラル建設省 (ロシア語: ЗАО "Южноуральское управление строительства") は、オジョルスクでのもう一つの有名な公共企業である。ここでは原子力施設の建設、 及び建設用コンクリートと建設資材の製造を行っている。

## ウラル核惨事
マヤーク原子力プラントは、1957年の放射能汚染事故により名が知られた。オジョルスクと周辺の地域は、この深刻な放射能汚染の被害を受けた。

## 教育と文化
オジョルスクには、17の市独自の公共サービスが存在する。
市内には16の中学校があり、このうちの2つでは英語での授業が行われている。また市内には、ウラル技術大学、音楽大学、オジョルスク工業大学（モスクワ州立工科大学と提携している）の3つの大学がある。